# Jägermeister
Jägermeister je aperitiv s 35 % alkohola, narejen iz 56 različnih vrst zelišč in začimb. Je vodilni izdelek podjetja Mast-Jägermeister iz Wolfenbüttla, Spodnja Saška, Nemčija.

## Zgodovina
Izraz Jägermeister se je prvič pojavil v Nemčiji leta 1934 v novem Reichsjagdgesetz-u (Državni lovski zakon). Izraz se je nanašal na višje gozdarje in logarje v javnih službah. Tako je bilo ime med Nemci že udomačeno, ko se je naslednje leto pojavila pijača. Curt Mast, prvi žganjekuhar Jägermeistra, je bil vnet lovec. V prevodu pomeni Jägermeister lovski mojster. Logotip Jägermeistra prikazuje jelenjo glavo z žarečim križem med rogovi in je prevzet iz zgodbe svetega Huberta in svetega Evstahija, zavetnikov lova.

## Sestava
Jägermeister je tip likerja, ki se imenuje zeliščni liker. Podoben je ostalim znanim evropskim likerjem, kot so Gammel Dansk iz Danske, Unicum iz Madžarske, Becherovka iz Češke. Za razliko od njih ima Jägermeister blažji okus. Sestoji iz 56 vrst zelišč, sadja, koreninic in začimb, med njmi olupki citrusov, sladki koren, janež, makovo zrnje, žafran, ingver, brinjeve jagode in ginseng. Te sestavine se zmeljejo, namočijo v vodi in alkoholu za 2 do 3 dni, mešanica pa se zatem shrani v hrastove sode za kakšno leto. Ko mine ta doba, se tekočina še enkrat prefiltrira, nakar se ji primeša sladkor, karamela, voda in alkohol. Ponovno se prefiltrira, zatem pa stekleniči. V nasprotju z ljudskimi miti Jägermeister ne vsebuje jelenje krvi.